# Arcene
Arcene är en ort och kommun i provinsen Bergamo i regionen Lombardiet i Italien. Kommunen hade 4 849 invånare (2018).